# 石排頭路
石排頭路（英語：Shek Pai Tau Road）是一條位於香港屯門區的街道，以現以發展為河田工業區的地區石排頭命名，連接山景邨、明愛屯門馬登基金中學及蔡意橋，与鳴琴路交界處有輕鐵横过。

## 事件
1986年11月初，一輛九巴勝利二型雙層巴士於鳴琴路右轉入石排頭路時翻側，共5人死亡。這是當時巴士翻側車禍造成最多人死亡之意外，造成社會很大震撼。事後調查認為是勝利二型車身過高，使重心不穩，亦使該型巴士逐漸淡出香港市場，同樣亦是加速輕鐵於1988年下半年通車之原因之一。

## 圖片庫

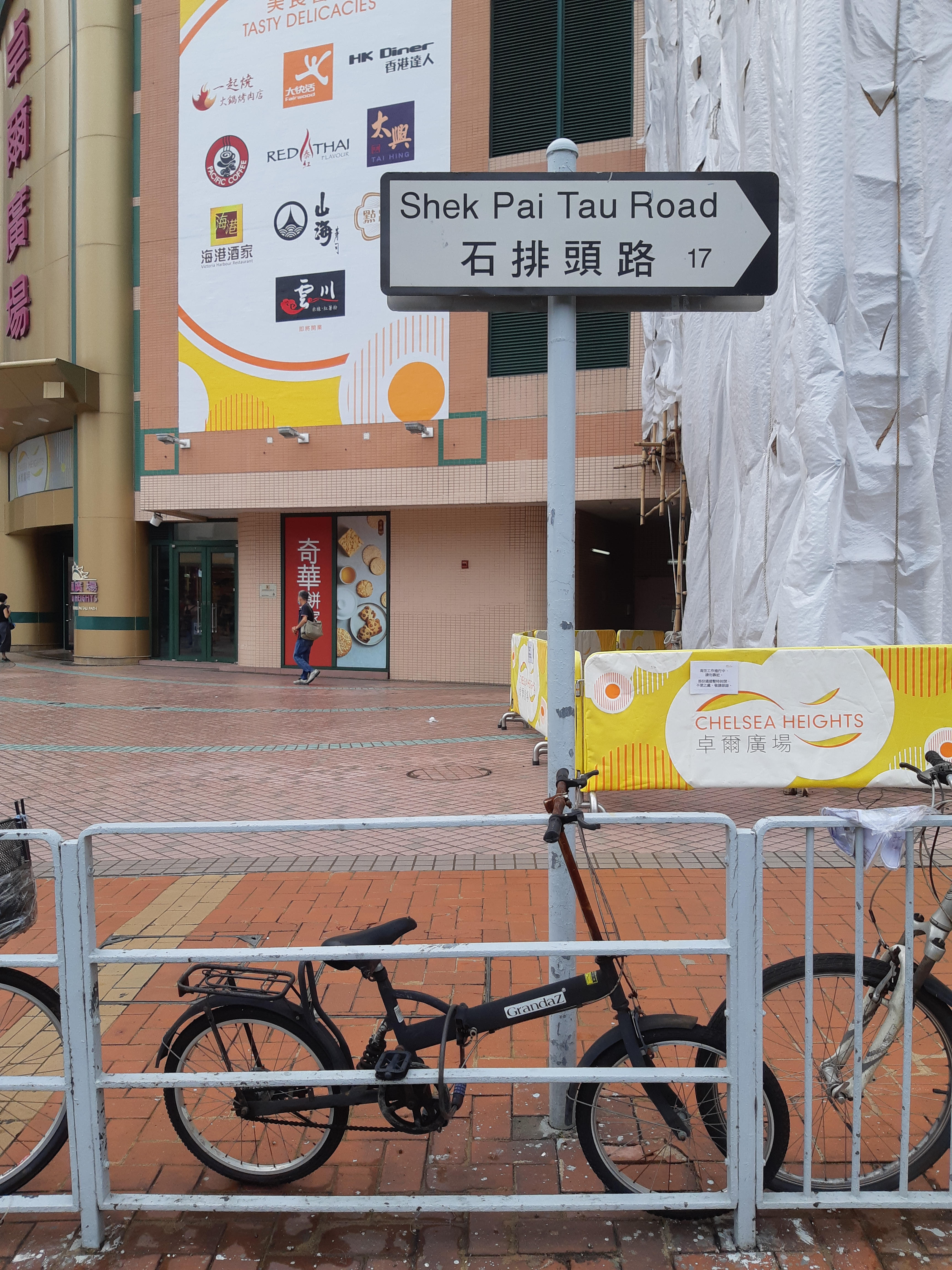
石排頭路路牌（2021年8月）
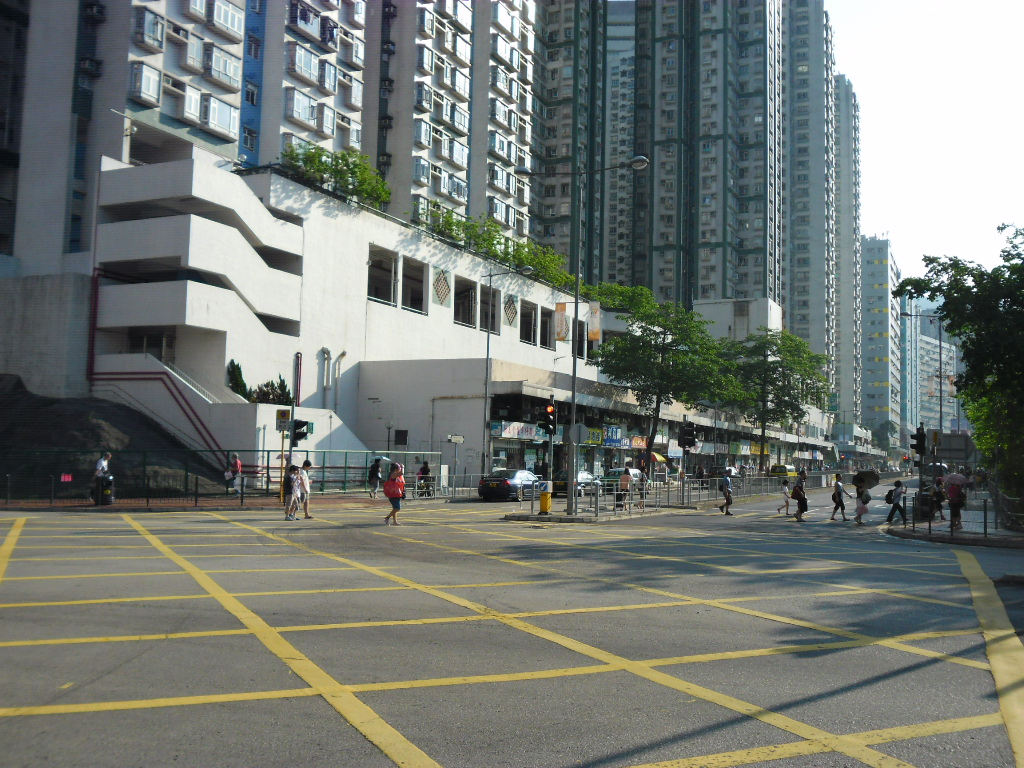
石排頭路近震寰路交界處，左方為翠林花園（2011年7月）
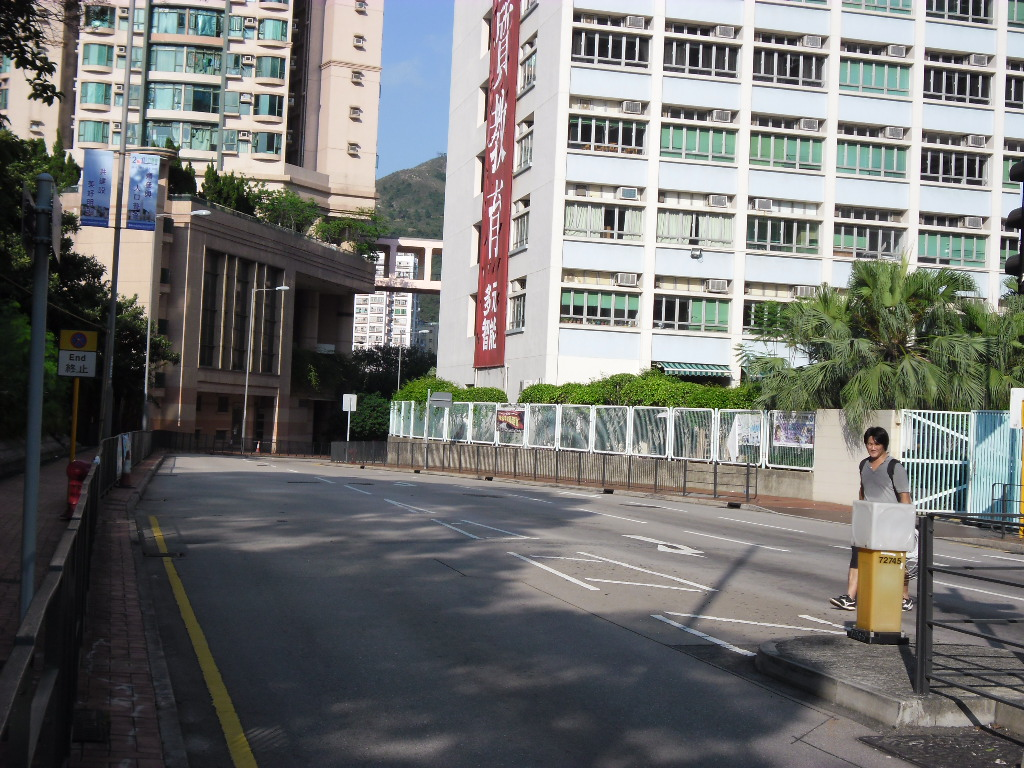
近馬可賓中學一段，只通往卓爾居（2011年7月）